# Über die Heide
Über die Heide ist der Titel eines späten Naturgedichts von Theodor Storm. Es entstand 1875 und erschien im selben Jahr in den Neuen Monatsheften für Dichtkunst und Kritik.
Nach Storms eigenen Angaben waren ihm die Verse auf dem Weg zur Trauerfeier für seinen Schwiegervater Ernst Esmarch in den Sinn gekommen. Knapp 30 Jahre nach dem Werk Abseits schrieb er nun ein weiteres Heide-Gedicht, das sich mit seiner düsteren Stimmung und pessimistischen Grundhaltung deutlich von der vorhergehenden Idylle unterscheidet.

## Inhalt
Das Gedicht lautet:
Über die Heide hallet mein Schritt;

Dumpf aus der Erde wandert es mit.

Herbst ist gekommen, Frühling ist weit – 

Gab es denn einmal selige Zeit?

Brauende Nebel geistern umher;

Schwarz ist das Kraut und der Himmel so leer

Wär ich hier nur nicht gegangen im Mai!

Leben und Liebe – wie flog es vorbei!

## Entstehung und Hintergrund
Die elegischen Verse entstanden in einer späten Lebensphase Storms, in der er nur noch selten Gedichte schrieb und viele seiner Novellen bereits vollendet waren. Erstmals wurde das Werk 1875 in den Neuen Monatsheften für Dichtkunst und Kritik und seit 1877 in den Schriften (Band 7) gedruckt.
Wie Storm angab, kamen ihm die Worte auf dem Weg zum Begräbnis Ernst Esmarchs in Bad Segeberg in den Sinn. Während er eine Heide durchquerte, dachte er an seine erste Ehefrau Constanze, eine Tochter Esmarchs, die vor zehn Jahren gestorben war.
Zur Entstehungsgeschichte gab Storm selbst einen Hinweis auf sein Gedicht Trost, das an Constanze gerichtet war, mit der er „einst“ die Heide durchwandert hatte. Es ist ebenfalls zweizeilig arrangiert und von einer hoffnungsvolleren Grundhaltung geprägt.
Wie das knapp 30 Jahre zuvor entstandene Gedicht Abseits wurde auch Über die Heide durch ein Naturerlebnis  angeregt. Der für Storms Lyrik zentrale Erlebnishintergrund ist hier indes verdunkelt: Mit den Naturbildern „Herbst“ und „Nebel“, leerer „Himmel“ und schwarzes „Kraut“ hebt es sich spürbar von der Idylle des vorhergehenden Werkes ab. Die selten gewählte Zweizeiligkeit erzeugt den Eindruck des Verstummens.
In seinem 1930 veröffentlichten Storm-Essay rückte Thomas Mann die Lyrik in den Mittelpunkt und lobte neben Gedichten wie Abseits und Meeresstrand, Im Walde und Hyazinthen auch Über die Heide. Mit dem Takt des „dumpf aus der Erde widerhallenden Wanderschrittes“ und dem „Akzent seines Schauders und Seufzers der Unwiederbringlichkeit“ gehöre es zu seinen großen Werken.

## Einzelheiten und Interpretationsansatz
Anders als in den Strandgedichten Die Stadt und Meeresstrand betrauert das Ich den Verlust, denkt an die verlorene Liebe und wird von Todesvorstellungen und dem Gefühl schwindender Schaffenskraft verfolgt.
Die wechselnden Folgen von Trochäen und Daktylen könnten Schritte über den Heidegrund andeuten. Der Rhythmus des Gedichts wirkt schwerfälliger als die vierhebigen Jamben in Abseits, was durch die katalektischen Enden der Verse noch verstärkt wird. Da der erwartete Versfuß wegbleibt, scheint der Schritt erschöpft auf dem betonten männlichen Reim zu verharren.
Das lyrische Ich steht einsam und fremd einer abweisenden Natur gegenüber, die nichts Heimatliches mehr hat. Für Irmgard Roebling ist das Gegenüber nun kein „liebes Angesicht“ wie im Trost-Gedicht, sondern bloß der dumpfe Widerhall der Schritte, der wie eine Stimme des unheimlichen Es auf das Reich der Toten verweisen könnte. Das Lebensgefühl scheine nicht mehr vom tröstlichen Rhythmus des Werdens und Vergehens, der Helligkeit und Dunkelheit bestimmt zu sein, und die Linearität der Entwicklung führe zu keinem positiven Ziel, sondern laufe nur noch auf das Nichts und den Tod hinaus.
Gipfel des Werkes sei der sechste Vers – „Schwarz ist das Kraut und der Himmel so leer“ –, in dem die Erfahrung des „Seins zum Tode“ ausgedrückt werde. Mit dem Bild des schwarzen Krauts ordne Storm der natürlichen Vergänglichkeit die verlorene Transzendenz des „leeren Himmels“ zu. Damit nehme er einer Bilderwelt voraus, die sich erst in der Lyrik des Expressionismus wie der Georg Heyms finde, dessen „verlorene“ und „leere Himmel“ Nietzsches Verdikt vom Tod Gottes darstellen würden. Der Einsicht in die Immanenz und Endlichkeit entspreche die depressive Stimmung des Werkes, mit dem Storm seine Angst und Einsamkeit in unsentimentaler Weise umschrieben habe.